# 프란치셰크 피에치카

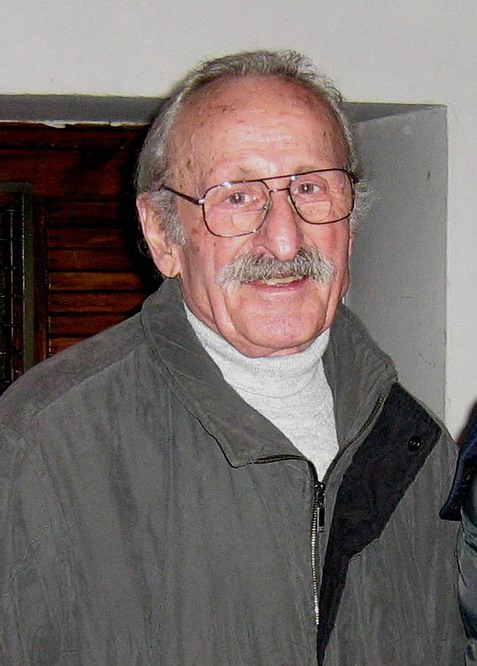

프란치셰크 막시밀리안 피에치카(Franciszek Maksymilian Pieczka, 1928년 1월 18일 ~ 2022년 9월 23일)는 폴란드의 배우이다.

## 출연

### 영화
- 더 하트 앤 더 스윗하트 (2014년)
- 쿼바디스 도미네 (2001년)
- 플레잉 프롬 더 플래이트 (1995년) - Marczyk 역
- 쌩스 포 에브리 뉴 모닝 (1994년)
- 패배한 승리 (1993년)
- 미스터 발렌베르크 (1990년)
- 상처 (1976년)
- 크미치스 (1974년)
- 사라고사 매뉴스크립트 (1965년)
- 부전승 (1965년)
- 조앤 오브 더 엔젤스 (1961년)